# Людовико ді Капоріакко
Людовико Ді Капоріакко (італ. Ludovico di Caporiacco; 1900-1951) — італійський арахнолог, автор численних таксонів павуків.
Капоріакко брав участь в експедиції до Джебель-Увейната — гірського масиву на межі Судану, Лівії та Єгипту. В експедиції у 1933 році він, разом з угорським дослідником Ласло Алмаші, відкрив доісторичні наскельні малюнки Айн-Дуа. У 1943 році призначений професором зоології університету Парми.
Людовико Ді Капоріакко був автором численних наукових робіт про павуків Італії та інших середземноморських країн. Він також опублікував статті про види, виявлені в Східній Африці, Центральній Азії (Гімалаї та Каракорум), а також у Центральній та Південній Америці.

## Описані таксони
- Ajmonia Caporiacco, 1934
- Archaeodictyna Caporiacco, 1928
- Arushina Caporiacco, 1947
- Arushina dentichelis Caporiacco, 1947
- Asthenargellus Caporiacco, 1949
- Asthenargellus kastoni Caporiacco, 1949
- Asthenargellus meneghettii Caporiacco, 1949
- Caffrowithius aequatorialis Caporiacco, 1939
- Camptoscaphiella Caporiacco, 1934
- Caporiaccosa arctosaeformis (Caporiacco, 1940)
- Carpathonesticus menozzii (Caporiacco, 1934)
- Castanilla Caporiacco, 1936
- Castanilla marchesii Caporiacco, 1936
- Castanilla quinquemaculata Caporiacco, 1936
- Crocodilosa Caporiacco, 1947
- Cynosa Caporiacco, 1933
- Drassodes canaglensis Caporiacco, 1927
- Echemographis Caporiacco, 1955
- Echemographis distincta Caporiacco, 1955
- Euryopis duodecimguttata Caporiacco, 1950
- Euryopis giordanii Caporiacco, 1950
- Euscorpius alpha Caporiaco, 1950
- Euscorpius balearicus Caporiacco, 1950
- Euscorpius gamma Caporiaco, 1950
- Euscorpius hadzii Caporiacco, 1950
- Euscorpius oglasae Caporiacco, 1950
- Eustacesia Caporiacco, 1954
- Eustacesia albonotata Caporiacco, 1954
- Gluviella Caporiacco, 1948
- Gluviella rhodiensis Caporiacco, 1948
- Gluviema Caporiacco, 1937
- Gluviema migiurtina Caporiacco, 1937
- Hoplolathys Caporiacco, 1947
- Hoplolathys aethiopica Caporiacco, 1947
- Hyaenosa Caporiacco, 1940
- Larinioides Caporiacco, 1934
- Mallos nigrescens (Caporiacco, 1955)
- Megarctosa Caporiacco, 1948
- Nemosinga Caporiacco, 1947
- Neoantistea maxima (Caporiacco, 1935)
- Pararaneus Caporiacco, 1940
- Pardosella Caporiacco, 1939
- Pardosella delesserti Caporiacco, 1939
- Pardosella maculata Caporiacco, 1941
- Pardosella zavattarii Caporiacco, 1939
- Pseudoctenus Caporiacco, 1949
- Pseudodrassus Caporiacco, 1935
- Pseudonemesia Caporiacco, 1955
- Pseudotegenaria Caporiacco, 1934
- Pseudotegenaria parva Caporiacco, 1934
- Rhagodeya nigra Caporiacco, 1937
- Saitis latifrons Caporiacco, 1928
- Saitis magnus Caporiacco, 1947
- Scorteccia Caporiacco, 1936
- Scorteccia termitarum Caporiacco, 1936
- Scotocesonia Caporiacco, 1947
- Scotocesonia demerarae Caporiacco, 1947
- Synaphosus minimus (Caporiacco, 1936)
- Toschia Caporiacco, 1949
- Zangherella Caporiacco, 1949

## Епоніми
Види названі на честь Капоріакко:
- Mustela kathiah caporiaccoi de Beaux, 1935
- Zodarion caporiaccoi Roewer, 1942
- Gluviopsis caporiaccoi Vachon, 1950
- Ischyropsalis caporiaccoi Roewer, 1950
- Dendryphantes caporiaccoi Roewer, 1951
- Nemastoma caporiaccoi Roewer, 1951
- Oxyopes caporiaccoi Roewer, 1951
- Philodromus caporiaccoi Roewer, 1951
- Tmarus caporiaccoi Comellini, 1955
- Caporiaccosa Roewer, 1960
- Megarctosa caporiaccoi Roewer, 1960
- Neobisium caporiaccoi Heurtault-Rossi, 1966
- Neoantistea caporiaccoi Brignoli, 1976
- Storena caporiaccoi Brignoli, 1983
- Phalangodinella caporiaccoi González-Sponga, 1987
- Glenognatha caporiaccoi Platnick, 1993
- Tetragnatha caporiaccoi Platnick, 1993